# Ołeksandr Sorokalet
Ołeksandr Iwanowycz Sorokalet (ukr. Олександр Іванович Сорокалєт, ros. Александр Иванович Сорокалет, Aleksandr Iwanowicz Sorokalet; ur. 16 kwietnia 1957 w Woroszyłowgradzie, Ukraińska SRR, zm. 6 listopada 2009 w Kijowie) – ukraiński piłkarz, grający na pozycji obrońcy, a wcześniej pomocnika, reprezentant ZSRR, trener piłkarski.

## Kariera piłkarska

### Kariera klubowa
Wychowanek Szkoły Piłkarskiej Zorii Ługańsk, w której rozpoczął karierę piłkarską. W 1980 przeszedł do Dynama Kijów. W 1983 wracając z meczu w olimpijskiej reprezentacji spóźnił się do Kijowa, przez co otrzymał roczną dyskwalifikację od trenera Jurija Morozowa. Jednak dyskwalifikację udało się unieważnić, i w 1984 powrócił do Zorii. W sierpniu 1985 przeszedł do Dnipra Dniepropetrowsk. W 1990 został piłkarzem Metałurha Zaporoże. W 1991 powrócił na sezon do Dnipra. Po rozpadzie ZSRR poszukiwał klubu zagranicznego, ale ostatecznie powrócił na Ukrainę. W latach 1992–1994 bronił barw Metałurha Zaporoże, Torpedo Zaporoże i SK Mikołajów, w którym zakończył karierę piłkarską.

### Kariera reprezentacyjna
W 1983 występował w dwóch meczach olimpijskiej reprezentacji ZSRR.

## Kariera trenerska
Po zakończeniu kariery piłkarskiej po pewnym czasie otrzymał propozycję pracy w sztabie szkoleniowym Dnipra Dniepropetrowsk, który wtedy prowadził Wjaczesław Hrozny. Potem został asystentem Wadyma Tyszczenki. Od 2005 poszukiwał talenty dla klubu FK Rostów.
6 listopada 2009 po ciężkiej chorobie zmarł w szpitalu w Kijowie. Pochowany na cmentarzu w Zaporożu.

## Sukcesy i odznaczenia

### Sukcesy klubowe
- mistrz ZSRR: 1980, 1981, 1988
- wicemistrz ZSRR: 1982, 1987, 1989
- brązowy medalista Mistrzostw ZSRR: 1985
- zdobywca Pucharu ZSRR: 1982, 1989
- zdobywca Pucharu Federacji Piłki Nożnej ZSRR: 1986, 1989
- zdobywca Superpucharu ZSRR: 1989

### Odznaczenia
- nagrodzony tytułem Mistrza Sportu ZSRR: 1977